# 新场镇 (天全县)
新场镇，原为新场乡，是中华人民共和国四川省雅安市天全县下辖的一个乡镇级行政单位。2019年12月，撤销新场乡，设立新场镇，将原新场乡和兴业乡马子村所属行政区域划归新场镇管辖。

## 行政区划
新场镇下辖以下地区：
新场村、韩家村、董家村、山后村、丁村、结里村、玉阳村、新立村、志同村、和平村、前阳村、杨柳村、岩下村、后阳村、泉水村和民政村。